# 中亞鐵路
中亞鐵路（舊稱外裡海鐵路）是中亞的交通干线。

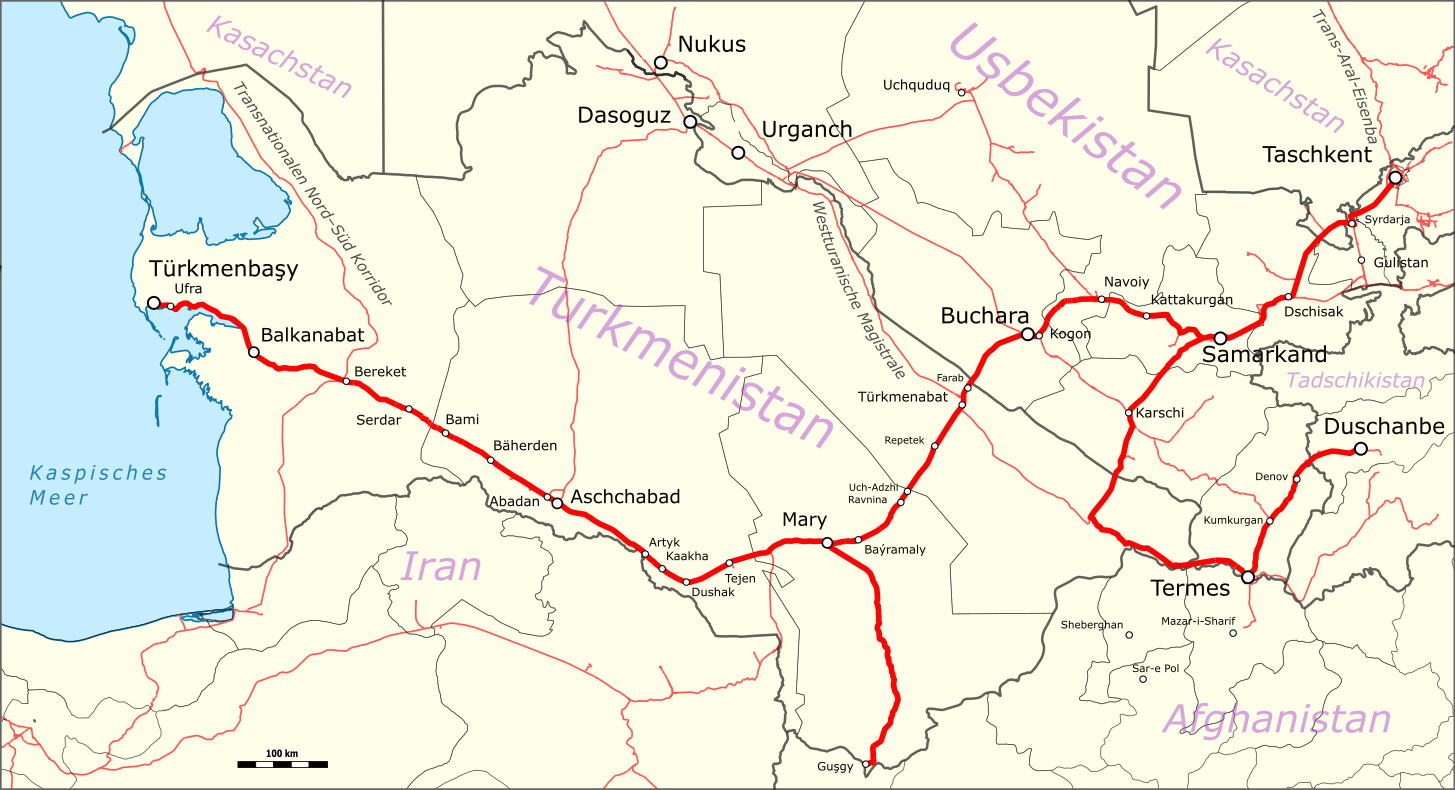
中亞鐵路的地圖

烏茲別克斯坦境内路線圖

1879年俄罗斯帝国開始建設时為窄軌鐵路（由克拉斯诺沃茨克到克孜勒阿爾瓦特），后来改为宽轨。
1886年建成阿什哈巴德至马雷线。1888年建成布哈拉至撒馬爾罕线。1898年建成塔什干至安集延线。
1901年橫跨阿姆河的永久性大橋落成，替代了木制便桥。1905年开通克拉斯诺沃茨克与巴库之间跨里海的铁路轮渡。1905年跨里海铁路接入外阿拉尔铁路，正式并入俄国铁路网。